# Thames Valley Air Ambulance
La Thames Valley Air Ambulance est une organisation qui fournit des services médicaux d'urgence grâce à la fourniture d'une ambulance aérienne par hélicoptère couvrant les comtés de Berkshire, Buckinghamshire et Oxfordshire, dans le sud-est de l'Angleterre.

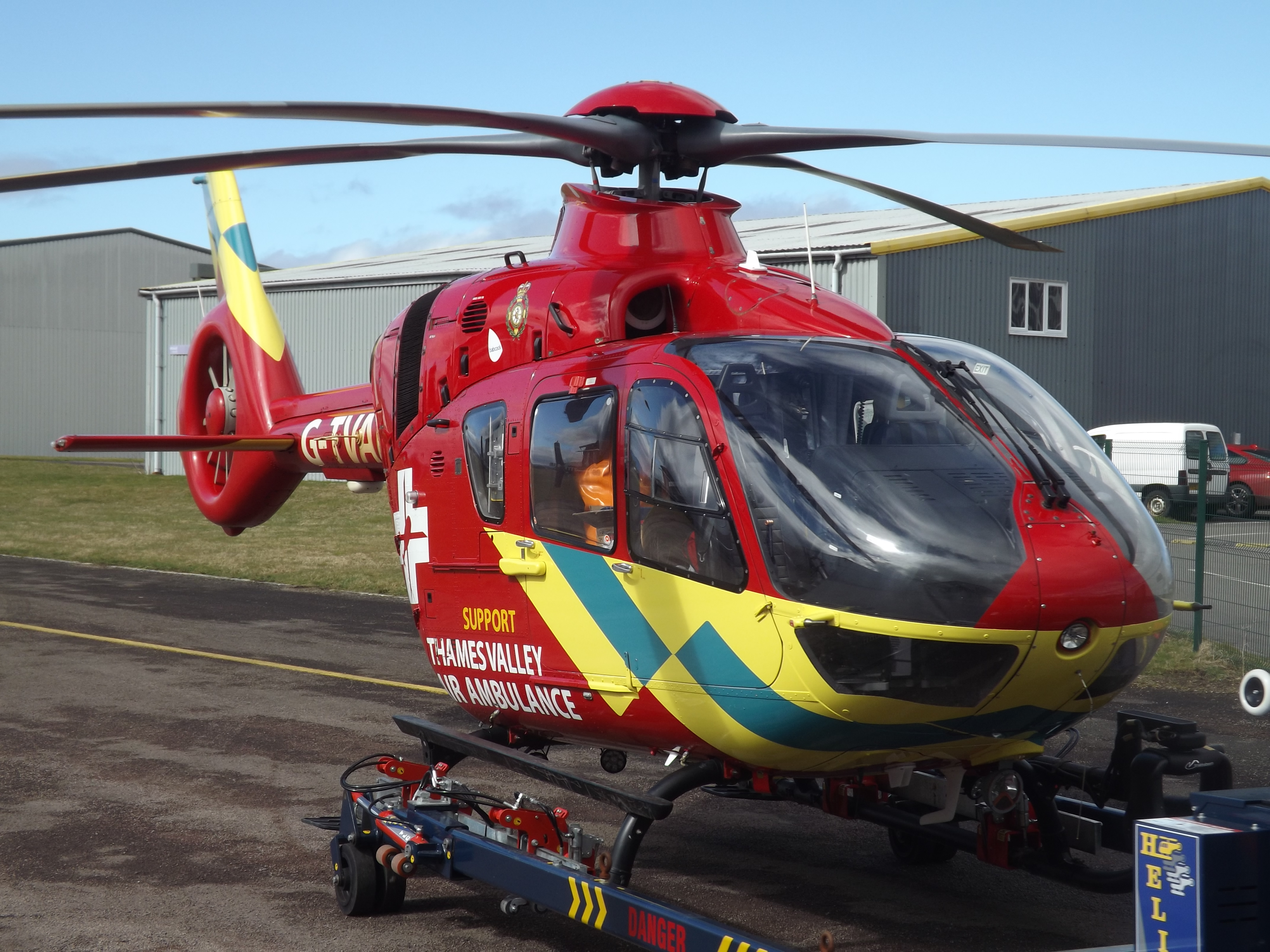
G-TVAL, l'actuel EC135 exploité par l'organisme de bienfaisance.

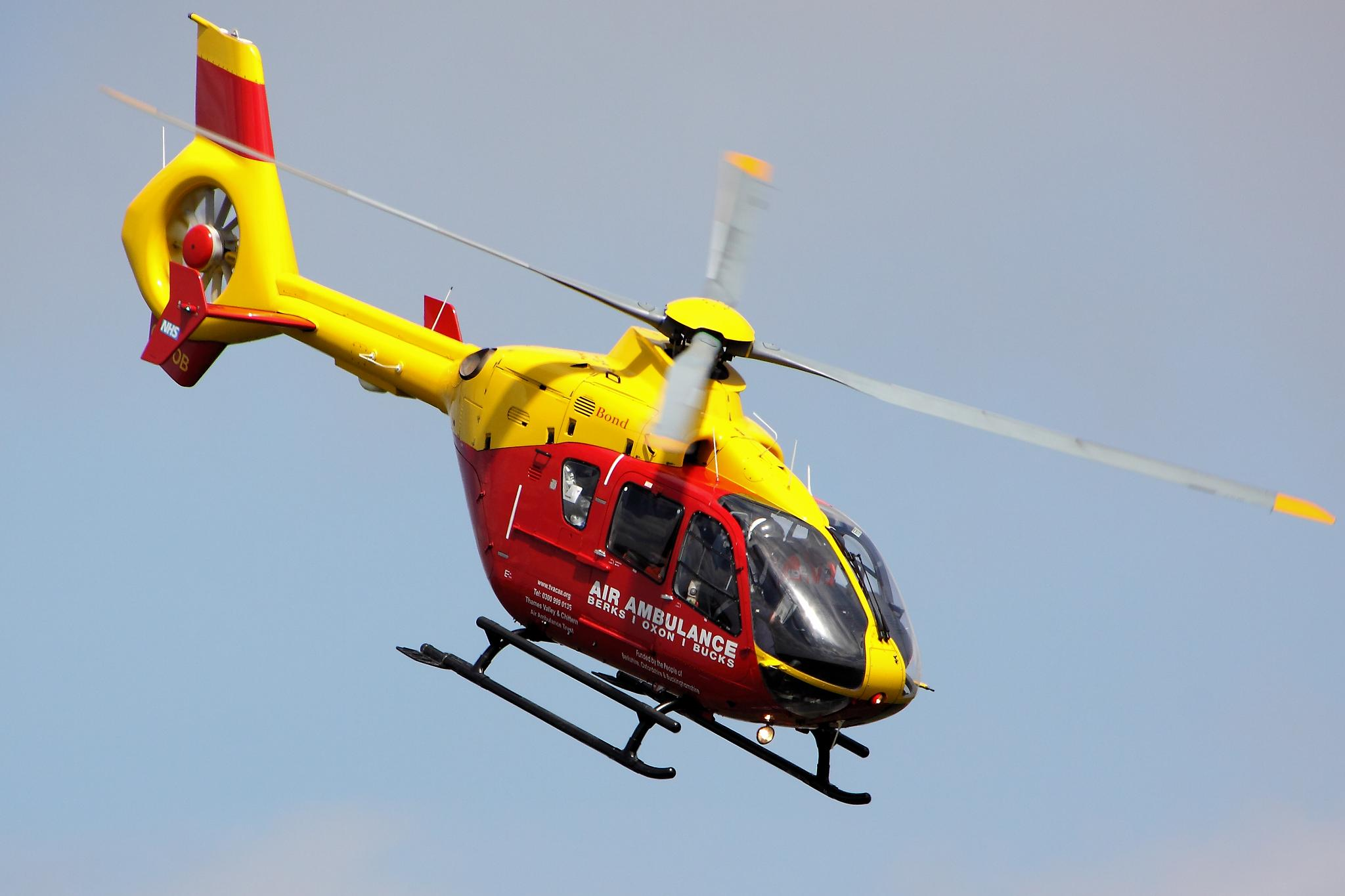
G-HBOB, l'ancien hélicoptère utilisé par l'organisme de bienfaisance

Comme l’organisme de bienfaisance est capable de fonctionner de nuit, il utilise un Eurocopter EC135 de 7 heures du matin à 2 heures du matin, depuis sa base à la RAF Benson (en), à peu près à mi-chemin entre Oxford et Reading, avec deux pilotes et une équipe médicale. 
Il exploite également 4 véhicules d'intervention d'urgence (ERV) qui, comme l'hélicoptère, transportent un médecin et un ambulancier. Les ERV sont opérationnels de 7h à 19h.
À partir du 8 mars 2018, l'organisme de bienfaisance apparait dans le programme télévisé Emergency Helicopter Medics de Channel 4, qui suit les équipes qui répondent et traitent les patients en urgence.